# 堀安道
堀 安道（ほり やすみち、1829年4月11日（文政12年3月8日） - 1875年（明治8年）9月26日）は、備中国の宗教家である。同国賀陽郡八田部村（現岡山県総社市総社）にある備中国総社宮の神主。江戸から明治へ政治が大きく変わる時期に、総社の歴史をまとめ、総社宮や総社のために大きな功績を残した。
四番目の弟は画人であり、実業家でもある堀和平である。

## 略歴
備中国賀陽郡八田部村（現・岡山県総社市総社）西宮本町の「志保屋」の堀和助安忠（総社市門田・満谷常観の子）の長男に生まれる。氏は堀、幼名を岩太郎、長じて清一郎また和助と改め、六友居と称した。
堀家はその家譜によると、賀陽臣の出自で、国府の西堀の地に住んでいたため、堀を姓とした。その後八田部に移り、古くから備中国総社宮の神主を勤めた。和助安屋（1817年（文化14年）没）のときに商業を営み、屋号を「志保屋」（塩屋）と称した。与一右衛門安昌のときには八田部村庄屋を勤めている。
安道は病弱であり、明治維新の時に総社宮の神主に選ばれたため、家業を弟の堀和平に譲り自分は好きな学問に身を入れ、国学を総社宮の大宮司池上義知に受け、大祓抄・記紀抄・総社記・吉備国史補・蒼蠅日記及び遺稿等の著を残す。中でも「吉備国史補」は、「備中誌」と題し、堀安道の書いたものではないかと考えられている。また、国詩を小野務・近藤芳樹に学び、詩文を三島中洲に学んだ。なお、1865年（慶応元年）7月には平賀元義が志保屋を尋ねて逗留している。安道は平賀元義から国学の教えを受け平賀翁口授を書き残し、また平賀元義への財政的援助もしている。
1871年（明治4年）と1872年（明治5年）には総社宮で大々的な記念祭を催し、村の主だった老人達は旧典を追想し泣く人が多かった。彼の熱心な建議と運動により、1872年末（明治5年）に総社宮は県社に昇格し境内は大いに整備された。同年成章校という総社小学校の前身となった小学校の開設を、県に願い出た中心人物でもあった。1875年（明治8年）には彼の議が用いられ、沼田神社が官社に昇格した。しかし同年、47歳でこの世を去った。このような業績をたたえて、弟である堀和平ら関係者は彼の死後、1880年（明治13年）11月に総社宮の東参道脇に安道を祀る香屋神社を建て、その横に三島中洲撰文、長三洲揮毫の顕彰碑を建てている。また、宝満寺の北東にある久自神社は、もとは志保屋（塩屋）の屋敷内の神様で、御祭神は少彦名命となっている。
墓地は岡山県立総社高等学校西側にある。

## 著作等
- 『大祓抄』
- 『記紀抄』
- 『総社記』
- 『吉備国史補』 - 『備中誌』の可能性あり。
- 『蒼蠅日記』
- 『平賀翁口授』